# تل گرگی روستای خواجه
تل گرگی روستای خواجه مربوط به هزاره سوم و ۴ قبل از میلاد است و در شهرستان مرودشت، بخش کامفیروز، دهستان خرم مکان، ۵۰۰ متری شرق روستای خواجه واقع شده و این اثر در تاریخ ۳۰ بهمن ۱۳۸۶ با شمارهٔ ثبت ۲۰۸۱۹ به‌عنوان یکی از آثار ملی ایران به ثبت رسیده است.